# Удино (Ярський район)
У́діно (рос. Удино) — присілок у складі Ярського району Удмуртії, Росія.
В присілку народився відомий удмуртський поет Васильєв Флор Іванович.

## Населення
Населення — 12 осіб (2010, 40 у 2002).
Національний склад станом на 2002 рік:
- удмурти — 80 %